# Emanuele Tesauro
Emanuele Tesauro, né le 3 janvier 1592 à Turin, où il est mort le 26 février 1675, est un prêtre catholique italien, écrivain, dramaturge, rhétoricien et poète italien. Il fut de la Compagnie de Jésus de 1611 à 1635.
L'importance de son grand traité, Il cannocchiale aristotelico (La Lunette d'Aristote), en fait l'une des figures essentielles du baroque européen et le théoricien de ce que l'on pourrait appeler le « conceptisme italien ».

## Biographie

### Jeunesse et formation
Né en 1592 dans une famille de la noblesse piémontaise, issue des anciens vicomtes d'Auriate, seigneurs de Sarmatorio, Emanuele Tesauro entre dans la Compagnie de Jésus le 10 décembre 1611. Il couronne son noviciat par de brillantes études de rhétorique, de philosophie et de théologie. Il occupe une chaire de rhétorique à Crémone, puis à Milan, à Brera (la plus prestigieuse d'Italie) et enfin à Rivoli.
Durant son séjour à Milan, à l'occasion de la succession de Ferdinand II au trône impérial (28 oct. 1619), il compose les Literarii Aparatus, id est duodecim Caesares: douze éloges de forme épigraphique sur les douze Césars de Suétone, suivis d'une série de distiques commentant les épisodes de la vie du nouveau César. Au même contexte célébratif appartiennent les deux ensembles d'inscriptions devises, hiéroglyphiques, etc. composés à l'occasion des obsèques de Philippe III, roi d'Espagne, célébrées à Milan le 7 juillet 1621. En août de la même année on représente dans le collège des jésuites la première tragédie de Tesauro, Hermenegildus.

### Carrière
En octobre 1627 il est ordonné prêtre à Turin. Autorisé à prêcher depuis l'Avent de 1626, il se révèle un excellent prédicateur et il acquiert une solide réputation d'éloquence. Ses trois premiers Panégyriques de 1627 - le Commentaire sur le Saint-Suaire, La sagrata Sindone, prononcé au Duomo de Turin, la Margherita, sur sainte Marguerite, vierge et martyre, le 20 juillet dans la méme cathédrale, devant l'infante Marguerite, duchesse de Mantoue; la Magnificenza, prononcée à Chieri devant le prince-cardinal Maurice de Savoie - établissent définitivement sa réputation d'orateur sacré.
En même temps, le duc Charles-Emmanuel lui a demandé de composer les inscriptions pour la décoration de la grande salle de Rivoli. En raison de dissensions avec ses confrères, Tesauro quitte la Compagnie en juin 1634 pour devenir prêtre séculier. Dès lors, il s'attache plus particulièrement au prince Thomas de Savoie-Carignan en qualité de précepteur de ses enfants, et il le suit dans ses campagnes de Flandres et dans la guerre civile (1638-1642) qui l'oppose à sa belle-sœur la duchesse de Savoie, Christine de France, à propos de la succession au trône de Savoie.

### Les dernières années
En 1642, Tesauro retourne à Turin. C'est désormais un personnage de réputation considérable, historiographe de la maison de Savoie, précepteur des princes de Carignano et de Victor-Amédée II, familier du prince Emmanuel-Philibert, qui le charge en 1660 du programme décoratif de la fameuse Venaria royale. Il est fait chevalier Grand-Croix de l'Ordre des Saints-Maurice-et-Lazare le 28 juillet 1642 par le duc Charles-Emmanuel II. Il participe à la rédaction des textes accompagnant les vues du Theatrum Statuum Sabaudiæ avec l'historien niçois Pierre Gioffredo. En 1654 il publie à Turin la première version imprimée du Cannocchiale aristotelico, véritable manifeste théorique du conceptisme à l'égal de l'Agudeza y arte de ingenio de Gracián et, comme celui-ci, théorie, apologie et éblouissante démonstration de prestige de la grande écriture baroque. Tesauro meurt à Turin le 26 février 1675.

## L'œuvre et la pensée de Tesauro
Tesauro est l'auteur de panégyriques, d'inscriptions latines, d'adaptations de textes antiques ainsi que d'ouvrages historiques sur l'Italie et la Savoie. Il écrivit également des tragédies (Hippolyte, Œdipe, Emenegildo) publiées dans un même recueil en 1661, ainsi qu'une Filosofia morale (1670). Il fut aussi actif pour les résidences ducales et intervint à plusieurs reprises dans la Venaria, tant pour l'iconographie des fresques et des peintures que pour le texte de la pièce Alcesti, créée à l'occasion du mariage ducal dans la résidence de Chasse.

### La Lunette d'Aristote

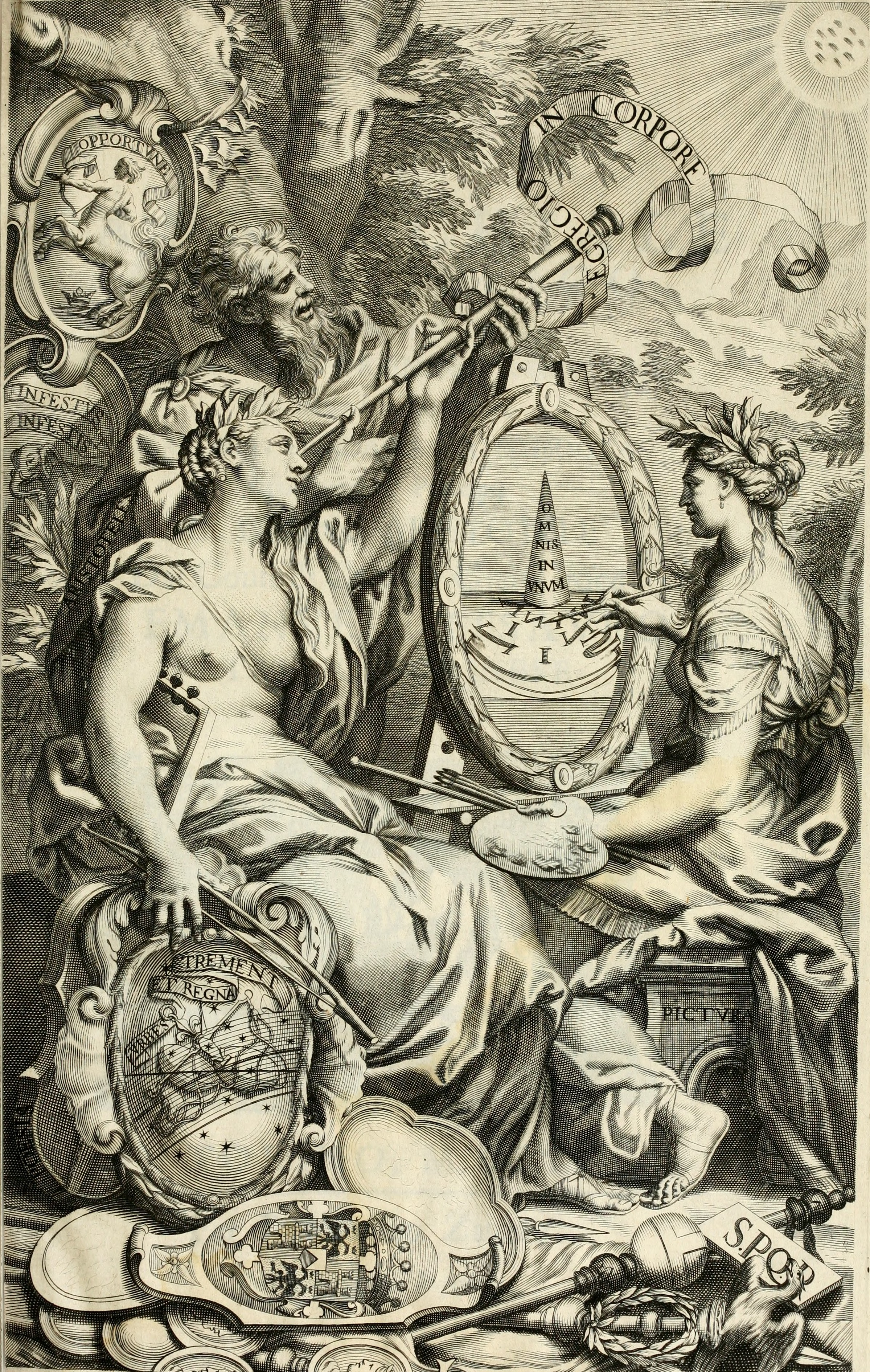
Frontispice de l'édition de 1670 du Cannocchiale aristotelico.

Tesauro a commencé à formuler les principes du Cannocchiale Aristotelico aux environs de 1616-1624, du temps où il était un jeune jésuite enseignant l'art de la rhétorique dans les colleges de la Compagnie de Jésus. Son traité théorise l'expression baroque propre au XVIIe siècle. Il y définit avec précision et clarté ces formes nouvelles adoptées par ses contemporains, et par lui-même, pour tenter de rendre les bouleversements de mentalités qu'impliquent les découvertes scientifiques du siècle, et en premier lieu celles de Galilée.
Le baroque n'est alors plus seulement un style littéraire, mais un véritable reflet des préoccupations de l'époque.
Tesauro s'attache tout particulièrement à la figure de rhétorique que constitue la métaphore, la pensée par analogie étant présentée dans son traité comme la mieux à même de produire la « pointe », le « trait d'esprit », l'argumentation pointue et ingénieuse, le discours subtil. Argutezza, concetto et autres « finesses » deviennent sous sa plume les armes pour faire jaillir de la poésie baroque le sens du monde nouveau.

### L'Edipo
Dans son Edipo, Tesauro repeint le mythe en fonction de la théorie conceptuelle de la subtilité. L'attention de l'auteur baroque se concentre en particulier sur la figure du protagoniste dans son rôle de solutionneur d'énigmes et de vainqueur du Sphinx. L'habileté rhétorique et interprétative d'Œdipe est observée en relation avec la réflexion élaborée dans le Cannocchiale aristotelico. Dans cette perspective, le Sphinx et ses devinettes satisfont le goût pour le multiple et pour le merveilleux. C'est cependant dans l'identification d'énigme et d'inceste - en tant qu'intensification et bouleversement des rapports familiaux - que l'on retrouve les raisons profondes de l'intérêt de Tesauro pour le mythe œdipien. Dans la lecture de Tesauro, Œdipe est conscient de l'intime rapport qui le lie à la dimension de l'énigme. Après avoir découvert sa propre condition tragique, le héros devient énigme lui-même et s'identifie à la monstruosité du Sphinx.

## Publications

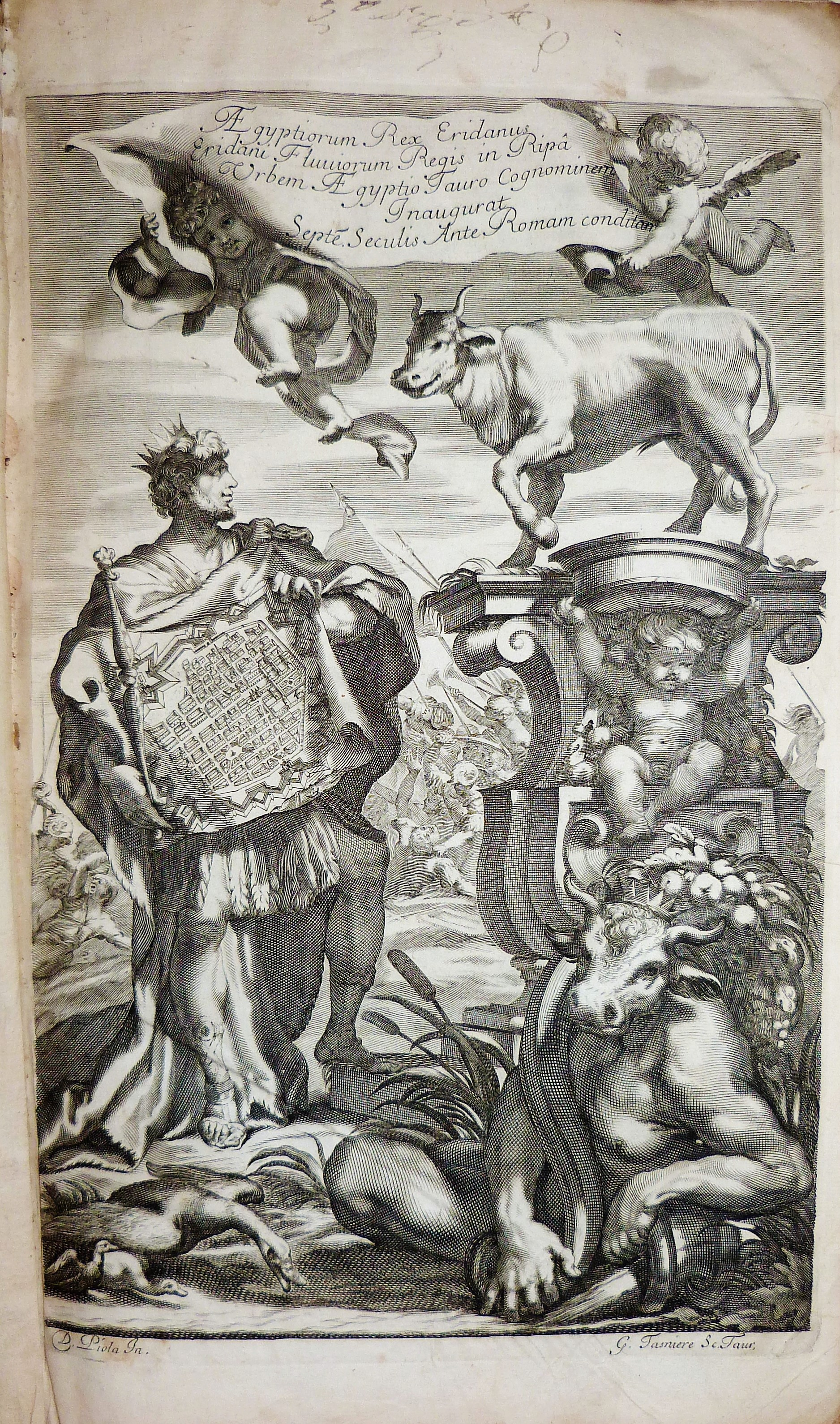
Frontispice de l'édition de 1679 du Historia dell’Augustissima Città di Torino.

- (it) Del regno d'Italia sotto i Barbari, 1663, orné de portraits par Jan Miel, et des notes de l'abbé Valeriano Castiglione.
- (it) Filosofia morale, Turin, 1670. Bertrand Barère, dans les années de sa clandestinité à Bordeaux sous le Directoire, entama la traduction de la Philosophie morale de Tesauro (qu'il écrivait Thésauro)[8].
- (it) Hermenegildus (en latin), Ippolito, Edipo (en italien), tragédies, 1661.
- (it) Historia della città di Torino, édition posthume, 1678
- (it) I Campeggiamenti, ovvero Istoria del Piemonte, 1674
- (it) Idea delle perfette imprese, texte inédit édité par Maria Luisa Doglio, Florence, Leo S. Olschki, 1975
- L'Idée de la parfaite devise, trad. de Florence Vuilleumier ; préface de F. Vuilleumier et Pierre Laurens, Paris, Belles lettres, 1992
- Panégyrique de Madame Christine de France, duchesse de Savoie et reyne de Cypre, prononcé pendant sa vie, dans l'Académie de Turin, par le Cte Emmanuel Tesauro, et traduit d'italien en français, Paris, R. Guignard, 1665
- (it) Il cannocchiale aristotelico, o sia Idea dell'arguta et ingegnosa elocuzione che serve a tutta l'Arte oratoria, lapidaria e simbolica esaminata co’ principii del divino Aristotele dal conte e cavalier gran croce d. Emanuele Tesauro patrizio torinese, Turin, B. Zavatta, 1670
- (it) Memorie storiche della città di Asti compilate dal conte e cavaliere di gran croce Emanuele Thesauro dedicate al principe Emanuele Filiberto Amedeo di Savoia, 1650 [volume conservé à la Bibliothèque royale de Turin sous la cote Misc. 44/2]
- (it) Panegirici sacri, Turin, B. Zavatta, 1659
- Emanuele Tesauro (trad. Thomas Crozet), Introduction aux vertus morales et héroiques, vol. 2, Bruxelles, Foppens, 1712 (lire en ligne).
- Emanuele Tesauro (trad. Thomas Crozet), Introduction aux vertus morales et héroiques, vol. 1, Bruxelles, Foppens, 1712 (lire en ligne)
- Extraits du Cannocchiale aristolelico dans La Métaphore baroque. D'Aristote à Tesauro, trad. d'Yves Hersant, Paris, Seuil, 2001

## Liens

### Notices d'autorité
- Notices dans des dictionnaires ou encyclopédies généralistes :   - Deutsche Biographie
  - Dizionario biografico degli italiani
  - Enciclopedia italiana
  - Enciclopedia De Agostini
  - Hrvatska Enciklopedija
  - Treccani
- Notices d'autorité :   - VIAF
  - ISNI
  - BnF (données)
  - IdRef
  - LCCN
  - GND
  - Italie
  - CiNii
  - Espagne
  - Pays-Bas
  - Pologne
  - Israël
  - NUKAT
  - Catalogne
  - Suède
  - Vatican
  - Australie
  - Norvège
  - WorldCat